# Kurt Bausback
Kurt Richard Bausback (San Diego, 26 de mayo de 1960) es un deportista estadounidense que compitió en remo. Ganó dos medallas de bronce en el Campeonato Mundial de Remo, en los años 1985 y 1986.

## Palmarés internacional
| Campeonato Mundial | Campeonato Mundial       | Campeonato Mundial | Campeonato Mundial |
| Año                | Lugar                    | Medalla            | Prueba             |
| ------------------ | ------------------------ | ------------------ | ------------------ |
| 1985               | Malinas (Bélgica)        | Medalla de bronce  | Ocho con timonel   |
| 1986               | Nottingham (Reino Unido) | Medalla de bronce  | Cuatro con timonel |